# Onthophagus taoi
Onthophagus taoi là một loài bọ cánh cứng trong họ Bọ hung (Scarabaeidae).